# Nephilengys malabarensis
Espèce
Synonymes
- Epeira malabarensis Walckenaer, 1841
- Epeira anama Walckenaer, 1841
- Epeira malabarica Doleschall, 1857
- Epeira rhodosternon Doleschall, 1859
- Nephila rivulata O. Pickard-Cambridge, 1871
- Nephilengys schmeltzii L. Koch, 1872
- Nephilengys hofmanni L. Koch, 1872
- Nephila urna Hasselt, 1882
- Metepeira andamanensis Tikader, 1977
- Nephilengys niahensis Deeleman-Reinhold, 1989

Statut de conservation UICN

 LC  : Préoccupation mineure
Nephilengys malabarensis est une espèce d'araignées aranéomorphes de la famille des Araneidae.

## Distribution

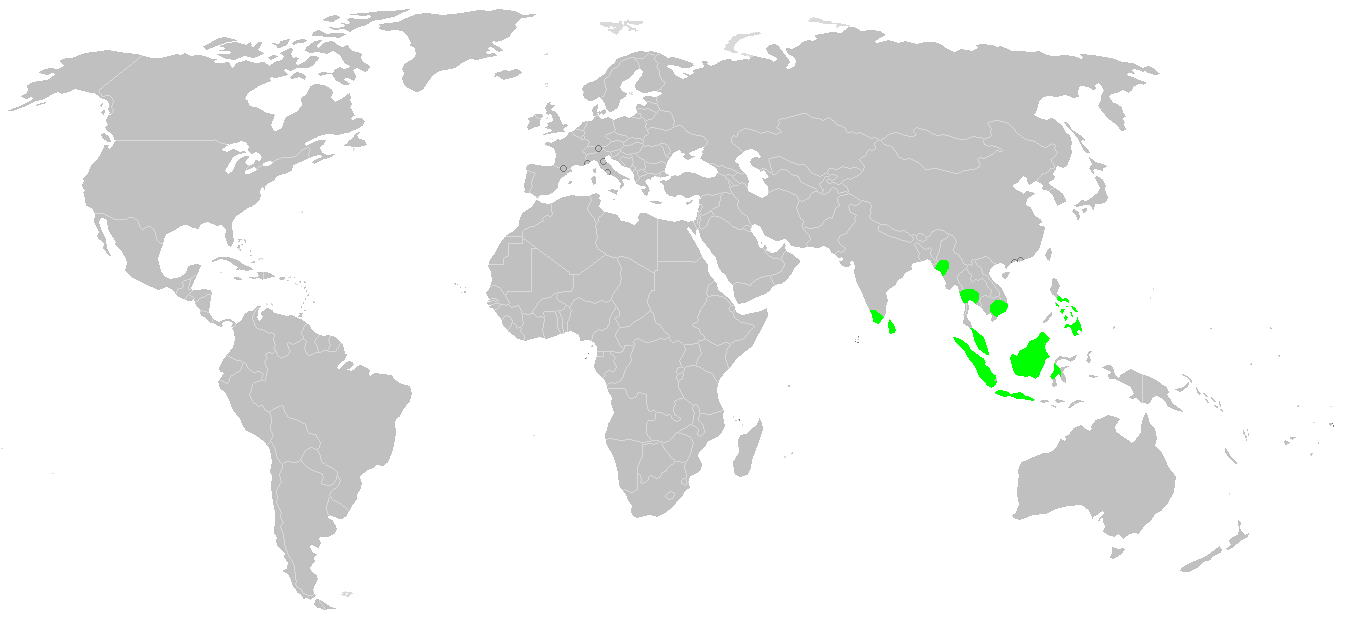
Distribution

Cette espèce se rencontre en Inde, au Sri Lanka, en Birmanie, en Thaïlande, en Chine, au Viêt Nam, en Malaisie, en Indonésie, aux Philippines et au Japon,.

## Description

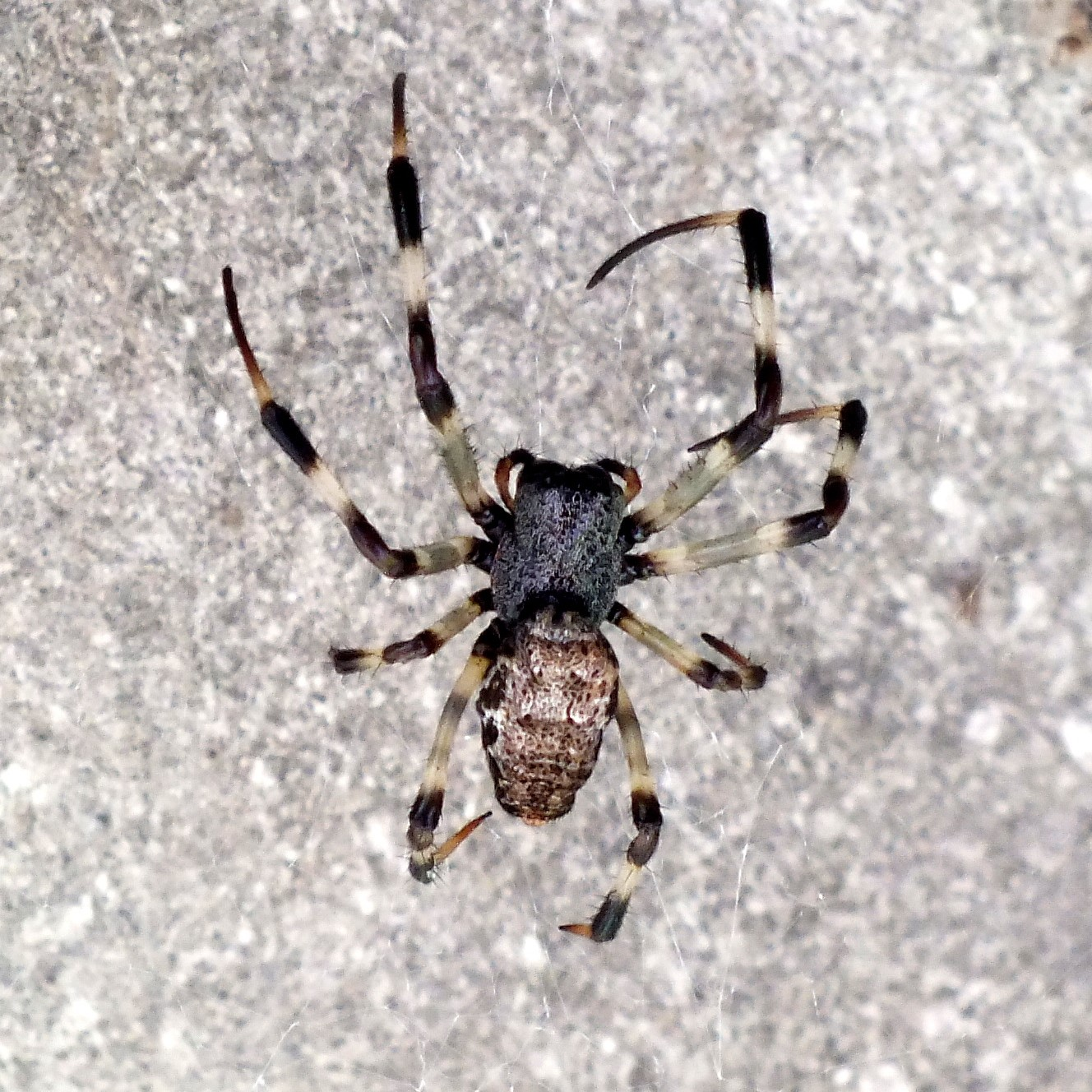
Nephilengys malabarensis

Le mâle décrit par Kuntner en 2007 mesure 4,4 mm et la femelle 15,4 mm.

## Systématique et taxinomie
Cette espèce a été décrite sous le protonyme Epeira malabarensis par Walckenaer en 1841. Elle est placée dans le genre Nephilengys par L. Koch en 1872.
Epeira anama, Nephila rivulata, Nephilengys schmeltzii, Nephilengys hofmanni et Nephila urna ont été placées en synonymie par Dahl en 1912.
Epeira rhodosternon a été placée en synonymie par Thorell en 1881.
Metepeira andamanensis a été placée en synonymie par Tikader en 1982.
Nephilengys niahensis a été placée en synonymie par Kuntner en 2007.

## Étymologie
Son nom d'espèce, composé de malabar et du suffixe latin -ensis, « qui vit dans, qui habite », lui a été donné en référence au lieu de sa découverte, la côte de Malabar.

## Publication originale
- Walckenaer, 1841 : Histoire naturelle des Insectes. Aptères. Paris, vol. 2, p. 1-549 (texte intégral).